# 融水镇
融水镇，是中华人民共和国广西壮族自治区柳州市融水苗族自治县下辖的一个乡镇级行政单位。

## 行政区划
融水镇下辖以下地区：
城南社区、城中社区、城北社区、红光村、红色村、新国村、西廓村、下廓村、小荣村、三合村、古鼎村、东良村、罗龙村、兴贤村、东华村、水东村、新安村和云际村。